# Ellinor Wennebring
Ellinor Kristina Wennebring, född 7 september 1994, är en svensk travhästskötare. Hon arbetar för Stall Zet, där Daniel Redén är huvudtränare.

## Karriär
Ellinor Wennebring växte upp med hästar och hennes far var amatörtränare och själv kom hon som skötare till Redéns stall i mitten av 2010-talet efter ett år hos tränaren Jonas Czernyson i USA. Wennebring har skött om Propulsion sedan han kom till Sverige och har också hand om Missle Hill och Sorbet.
Ellinor Wennebring tilldelades Stig H:s skötarpris vid Hästgalan 2020.

### Elitloppet 2020
I 2020 års upplaga av Elitloppet på Solvalla hade Wennebring hela tre passhästar, Propulsion, Sorbet och Missle Hill. Alla tre kvalificerade sig till finalen. I finalen var Propulsion först över linjen och tog sin första seger i Elitloppet. Propulsion fråntogs sedan segern då det visats att han varit nervsnittad och ej varit startberättigad. Sorbet kom på fjärde plats och Missle Hill på sjätte plats.

### Elitloppet 2021
I 2021 års upplaga av Elitloppet på Solvalla hade Wennebring passhästen Don Fanucci Zet till start. I kvalheatet lottades ekipaget till spår 8, och slutade på andra plats efter segrande Vivid Wise As. I finalen spurtade Don Fanucci Zet ettrigt till seger.